# Rhododendron auriculatum
Espèce
Rhododendron auriculatum est une espèce de rhododendrons originaire de Chine.